# 義州飛行場
義州飛行場（ウィジュひこうじょう 朝鮮語: 의주비행장、英語: Uiju Airport）は、朝鮮民主主義人民共和国平安北道新義州市に位置する軍民共用の空港である。

## 施設
義州飛行場は朝鮮人民軍が管理しており、基本は軍事基地として運営されている。ごく限定的に民間貨物輸送に使われる。

## 歴史
義州飛行場は当初は軍専用飛行場であったが、現在は軍民共用飛行場として使用されている。新義州市の中心部から南東に約1.5 km離れた地点に、アメリカ空軍が朝鮮戦争当時に「K-30」と命名して空襲を行った新義州飛行場（全長990mの未舗装の滑走路）が存在するが、2000年代後半からはヘリコプター専用飛行場として使用されている。
2021年、飛行場内に防疫設備、物資の大型保管場が建設された。これは新型コロナウイルス感染症の流入を防ぐために中朝貿易が制限される中、安全を確保するための一時保管施設と目された。

## 運航路線
| 国     | 航空会社 | 都市       | 空港         |
| ------ | -------- | ---------- | ------------ |
| 北朝鮮 | 高麗航空 | 平壌直轄市 | 平壌国際空港 |